# Механический углеподатчик

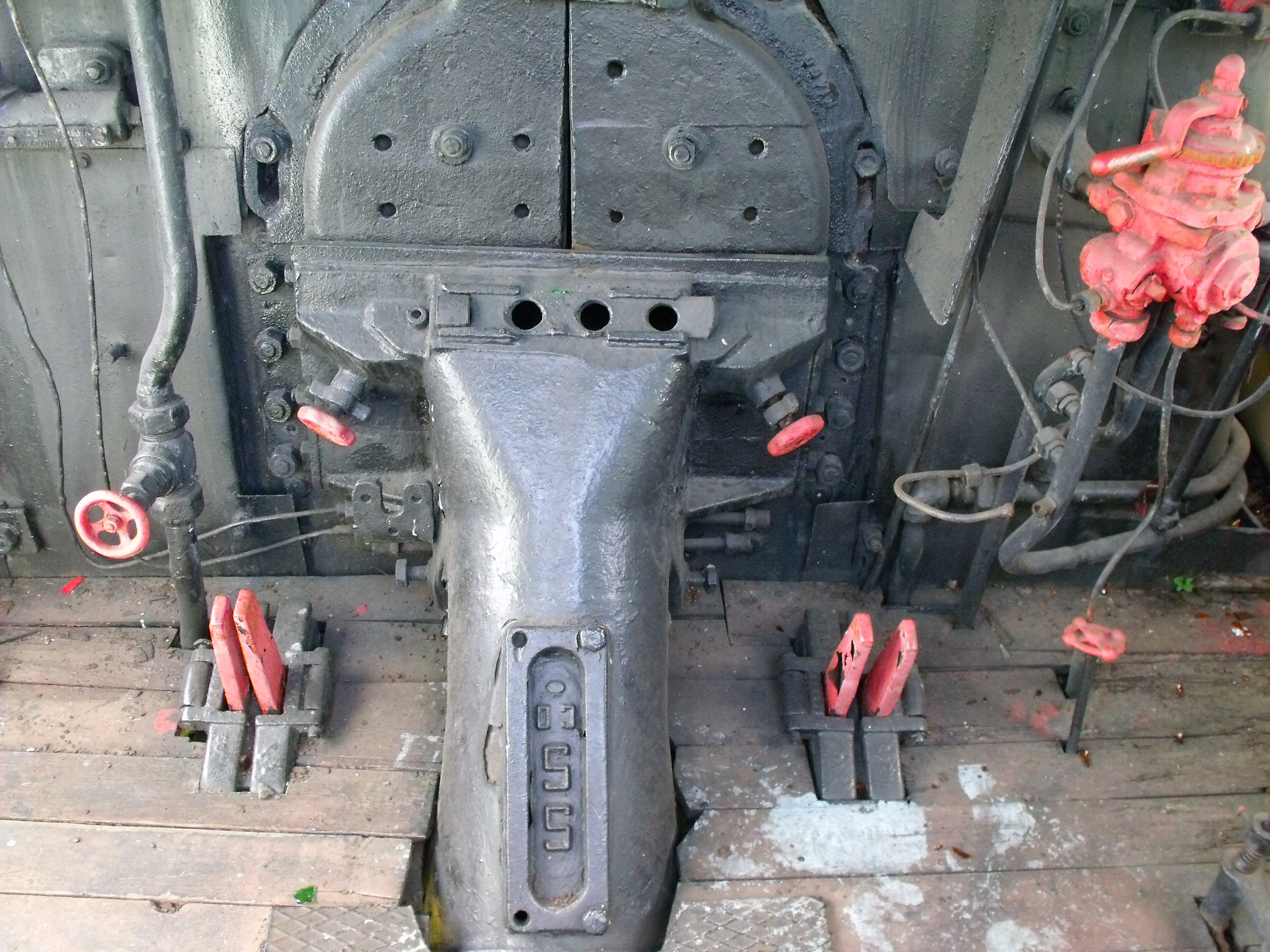
Место вхождения питающей трубы в топку.

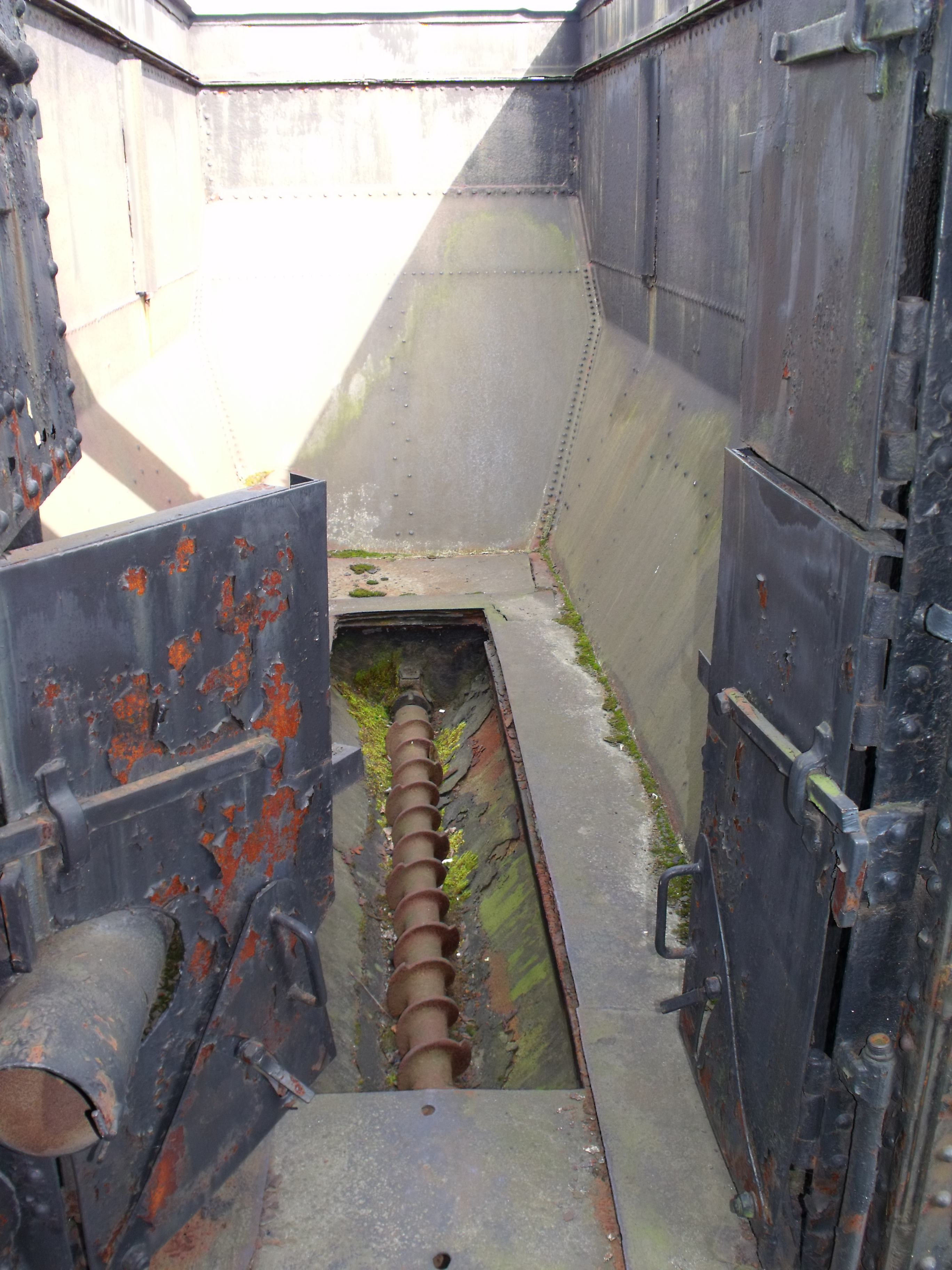
Винт углеподатчика в тендере паровоза.

Механи́ческий углепода́тчик (сто́кер) — механизм автоматической подачи угля из бункера тендера в топку котла паровоза и равномерного распределения его в топке.
Появление всё более тяжёлых составов требовало создания всё более мощных паровозов. Поскольку мощность паровоза напрямую зависит от паропроизводительности котла, а значит от его объёма и площади колосниковой решётки, возникла необходимость заменить ручной труд помощника машиниста при подаче угля в топку. Первые попытки создания углеподатчика — стокера предпринимались в США в 1889 г., но оказались неудачными. Лишь через несколько десятилетий удалось создать надёжно работающий механизм автоматической подачи угля. В СССР первые стокеры появились на паровозах серии ФД и имеющих аналогичные котлы паровозах серии ИС.
Углеподатчики бывают двух типов: с нижней подачей (уголь поступает в топку снизу по трубе, проходящей через отверстие в колосниковой решётке) и верхней подачей (подающая труба из корыта угольного бункера проходит обычно через шуровочное отверстие). Для особо больших топок применялся стокер «Дуплекс», осуществлявший двухстороннюю верхнюю подачу угля. 
Винтовой транспортёр углеподатчика размещается на дне корыта и приводится во вращение двухцилиндровой реверсивной паровой машиной с помощью карданного вала и редуктора. Разбрасывание угля в топке осуществляется механической лопаткой либо струями пара, выходящими из сопел верхней головки углеподатчика. Механические углеподатчики применяются при расходе угля, превышающем 3000 кг/час. Отрицательной особенностью работы механического углеподатчика являются повышенные потери топлива с уносом. На паровозах советского производства применялись стокеры с верхней подачей и струйным разбрасыванием угля.